# الرابطة ما بين الجهات لكرة القدم 2009–10
الرابطة ما بين الجهات لكرة القدم 2009–10 هو موسم من الرابطة ما بين الجهات لكرة القدم. فاز فيه شبيبة الساورة.